# Вюгт
Вюгт (нидерл. Vught, МФА: [vʏχt]) — город и община в провинции Северный Брабант (Нидерланды).

## История
Археологические раскопки позволяют сделать вывод о давности человеческих поселений на месте современного Вюгта. В Вюгте найдена монета галльского императора Тетрика I, правившего в середине третьего века нашей эры. В районе города найдена также монета императора Александра Севера, а в 1740 году сообщалось о нахождении клада в 400 римских монет возле деревни Эс; ныне этот клад утрачен.
В определённый период Вюгт, вероятно, был центром всей Токсандрии. В первой половине XI века половина доходов от населённого пункта, именовавшегося тогда Фюгт, были переданы монастырю Амерсфорта. К концу XV века в Вюгте была построена большая реформистская церковь святого Ламберта.
В шестнадцатом и начале семнадцатого века город не раз оказывался в центре боевых действий Нидерландской революции и три раза служил опорным пунктом штатгальтерам Нидерландов.

### Вторая мировая война
В 1942 году, в ходе немецкой оккупации во время Второй мировой войны, в лесу под Вюгтом был построен большой концентрационный лагерь, занимавший территорию в десять гектаров. В конце 1942 года лагерь получил немецкое имя Герцогенбуш. Первые партии заключённых были переведены туда ещё до окончания строительства из лагеря в Амерсфорте, который немцы хотели закрыть. Лагерь служил перевалочным пунктом для европейских евреев, которых отправляли в другой лагерь, Вестерборк (а также напрямую в Собибор и Аушвиц).
Всего за 18 месяцев существования лагеря через него прошли более тридцати тысяч заключённых. В первые несколько месяцев работы переполненного лагеря, число заключённых которого в мае достигло 8684 человек, сотни заключённых, среди них много детей, умерли от голода, холода, скверной воды, заразных болезней и жестокого обращения. Впоследствии условия в лагере улучшились после того, как большие партии евреев были переведены в другие места. В общей сложности в лагере погибли 749 заключённых, среди них 117 человек, расстрелянных 4 и 5 сентября 1943 года, 20 бельгийских заключённых, повешенных также в сентябре 1943 года, и 329 бойцов нидерландского Сопротивления, расстрелянных в 1944 году.
Заключённые лагеря вспоминали об избиениях, изнасилованиях и травле собаками. 15-16 января 1944 года после массового протеста в женской части лагеря тогдашний комендант Адам Грюневальд приказал поместить в одну камеру площадью 9 квадратных метров как можно больше женщин-заключённых. В итоге десять из 74 женщин, помещённых в камеру, умерли от удушья.
Перед приходом союзных войск в сентябре 1944 года немцы попытались «очистить» лагерь. Большинство заключённых-женщин были отправлены в Равенсбрюк, а мужчины в Заксенхаузен. Вюгт был освобождён в последнюю декаду октября того же года, но лагерь к этому моменту опустел. Сразу после освобождения лагерь использовался для содержания нидерландских коллаборационистов и этнических немцев и для размещения частей канадской армии. Лагерь для перемещённых лиц продолжал работу до 1949 года, когда его здания были приспособлены под жильё для иммигрантов с Молуккских островов. Другая часть лагеря по сей день служит военной базой. На территории бывшего лагеря также действует тюрьма.

## Население

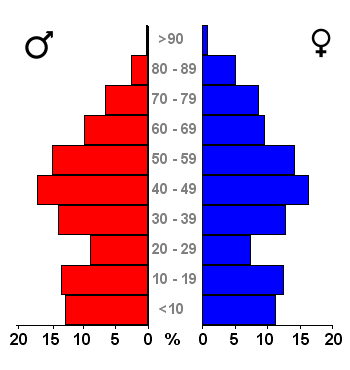
Распределение жителей Вюгта по полу и возрастным группам, 2007

По данным на 31 декабря 2009 года в Вюгте проживали 25 449 человек, что составляло прирост на 0,6 процента по сравнению с предыдущим годом. Около 59 % населения Вюгта составляют граждане в возрасте от 20 до 65 лет, 24 процента — в возрасте до 20 лет
Достопримечательности Вюгта

## Достопримечательности

### Замок Маурик
Замок был построен в XVI веке по распоряжению городского бейлифа Хертогенбоса Яна Хейма. Замок служил штаб-квартирой Морицу Оранскому в 1601 и 1602 годах и его брату Фредерику-Хендрику в 1629 году в ходе осады Хертогенбоса. В конце XIX века он прошёл реставрацию и с тех пор находится в хорошем состоянии.

### Городская колокольня
Колокольня св. Ламберта построена в XVI веке. Здание сорокаметровой высоты расположено в центре старого города, где некогда было воздвигнуто для одноимённой церкви. Колокольня сильно пострадала от времени, погоды и военных действий, но в середине двадцатого века была реставрирована, а в 1987 году оснащена новым карильоном из 47 колоколов. В ходе реставрации в подвале колокольни был открыт мемориал жертв Второй мировой войны.

### Люнеты
В 1844 году по приказу короля Виллема II в болотистой местности рядом с Вюгтом были воздвигнуты фортификационные сооружения, состоявшие из восьми люнетов и представлявшие собой часть линии обороны Хертогенбоса. В годы Второй мировой войны во Втором люнете немецкими оккупантами производились расстрелы. В настоящее время Второй и Восьмой люнеты являются национальными памятниками.

### Мемориал в лагере Герцогенбуш
Мемориал открыт на части территории бывшего концентрационного лагеря Герцогенбуш в 1990 году и вторично — в 2002 году после реставрационных работ. В экспозицию мемориала входят жилой барак, три сторожевых башни и сохранившееся проволочное заграждение, а также «камера 115» — реконструированный бункер, где погибли от давки несколько женщин-заключённых.